# Benkő Miklós
Altorjai Benkő Miklós (1724. október 27. – 1801. november 9.) jezsuita rendi, később világi pap.

## Élete
1741-ben lépett a rendbe. Matematikát tanított Kolozsvárt, Budán (1758), és a bölcseleti kar dékánja volt Nagyszombatban; könyvvizsgálóként is működött. Az egyetem Budára történt átköltözködése után a nagyszombati akadémiánál maradt 1777–től 1784-ig. Az akadémia Pozsonyba költözése után 1785-ig aligazgató volt. Ekkor nyitrai kanonokká nevezték ki.

## Munkái
- Celsissimus princeps Nicolaus e comitibus Csáki summus Hungariae antistes inauguratus. Tyrnaviae. 1752 (költemény)
- Oratio dum regia Budensi domo perfecta templum aulicum ipso divae Theresiae festo consacraretur. Budae, 1769
- Oratio cum Budae institutum Anglicanarum virginum induceretur. Uo. 1771
- Assertiones polemicae quas in alma… universitatu Tyrnaviensi publice propugnavit Ant. Sapharovich… ex praelectionibus. N. B.